# Hay Lake (Minnesota)
Hay Lake es un territorio no organizado ubicado en el condado de St. Louis en el estado estadounidense de Minnesota. En el Censo de 2010 tenía una población de 83 habitantes y una densidad poblacional de 1,07 personas por km².

## Geografía
Hay Lake se encuentra ubicado en las coordenadas 47°36′10″N 92°24′51″O / 47.60278, -92.41417. Según la Oficina del Censo de los Estados Unidos, Hay Lake tiene una superficie total de 77.83 km², de la cual 77.24 km² corresponden a tierra firme y (0.76%) 0.59 km² es agua.

## Demografía
Según el censo de 2010, había 83 personas residiendo en Hay Lake. La densidad de población era de 1,07 hab./km². De los 83 habitantes, Hay Lake estaba compuesto por el 100% blancos, el 0% eran afroamericanos, el 0% eran amerindios, el 0% eran asiáticos, el 0% eran isleños del Pacífico, el 0% eran de otras razas y el 0% pertenecían a dos o más razas. Del total de la población el 0% eran hispanos o latinos de cualquier raza.